# Emissário submarino

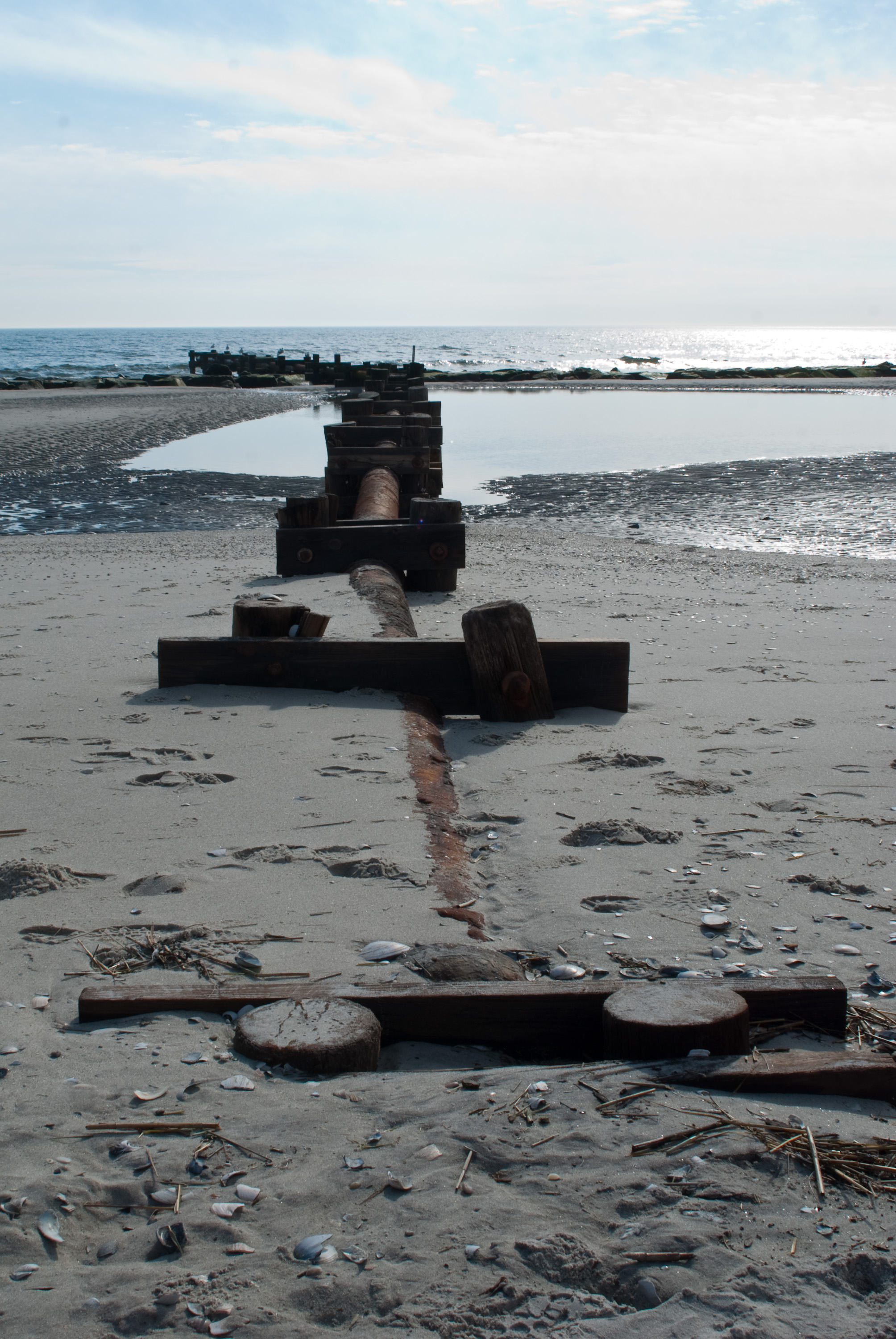
Tubos de descarga oceânica em Cape May, Nova Jérsia, Estados Unidos — tubos expostos após a areia ter sido removida por uma forte tempestade

Um emissário marinho ou oceânico é um oleoduto ou túnel que descarrega águas residuais municipais ou industriais, águas pluviais, transbordamentos de esgoto combinado (TEC), água de resfriamento ou efluentes de salmoura de usinas de dessalinização de água para o mar. Normalmente, eles descarregam sob a superfície do mar (emissário submarino). No caso de águas residuais municipais, o efluente geralmente é descarregado após não ter passado por nenhum ou apenas tratamento primário , com a intenção de usar a capacidade assimilativa do mar para tratamento posterior. Emissários submarinos são comuns em todo o mundo e provavelmente somam milhares. A intensidade da luz e a salinidade na água do mar natural desinfetam significativamente o sistema de emissário de águas residuais para o oceano. Mais de duzentos emissários foram listados em um único banco de dados internacional mantido pelo Instituto de Hidromecânica da Universidade de Karlsruhe para o Comitê de Sistemas de Emissários Marinhos da Associação Internacional de Engenharia Hidráulica e Pesquisa/Associação Internacional de Água.
O primeiro emissário marinho do mundo foi construído em Santa Mônica, Estados Unidos, em 1910. Na América Latina e no Caribe, havia 134 emissários com mais de quinhentos metros de comprimento em 2006 apenas para descarte de águas residuais, de acordo com uma pesquisa do Centro Pan-Americano de Engenharia Sanitária e Ciências Ambientais da Organização Pan-Americana da Saúde. De acordo com a pesquisa, o maior número de emissários de águas residuais municipais na região existe na Venezuela (39), Chile (39) e Brasil (22).O maior emissário marinho do mundo provém da Estação de Tratamento de Águas Residuais de Deer Island, localizada em Boston, Estados Unidos. Atualmente, Boston tem aproximadamente 235 milhas de esgotos combinados e 37 emissários de TEC ativos. Muitos emissários são simplesmente conhecidos por um nome público usado, por exemplo, Boston Outfall.